# Hemigrammus silimoni
Hemigrammus silimoni és una espècie de peix de la família dels caràcids i de l'ordre dels caraciformes.

## Morfologia
- Els mascles poden assolir 3,3 cm de llargària total.[4]

## Alimentació
Menja algues i altres matèries vegetals.

## Hàbitat
Viu a àrees de clima tropical.

## Distribució geogràfica
Es troba a Sud-amèrica: riu Juruena (afluent del riu Tapajós, Brasil).